# Kate Bosworth
Pour les articles homonymes, voir Bosworth.
Kate Bosworth est une actrice américaine née le 2 janvier 1983 à Los Angeles. Elle est connue principalement pour son rôle de Sandra Dee dans le film musical Beyond the Sea de Kevin Spacey sorti en 2004.

## Biographie

### Jeunesse et formation
Catherine Ann « Kate » Bosworth est la fille unique d'un cadre d'entreprise automobile et d'une mère au foyer, avec qui elle passe son enfance à déménager.
À 14 ans, elle passe avec succès une audition pour jouer dans le mélodrame L'Homme qui murmurait à l'oreille des chevaux. Mais après cette première expérience devant les caméras, sous le nom de Catherine Bosworth, elle retourne à ses études. En 2000, elle est acceptée à la très prestigieuse Université de Princeton, mais au lieu de partir en direction de l'université, elle se tourne cette fois vers Los Angeles pour reprendre le chemin des studios.

### Valeur montante (2000-2004)
Elle décroche alors l'un des rôles principaux d'une série estivale, Young Americans, dérivée de la très populaire fiction pour adolescents Dawson's Creek. Elle y évolue notamment aux côtés de Katherine Moennig, Ian Somerhalder et Matt Czuchry, dans un rôle récurrent.
Si le programme est arrêté au bout de cette unique saison, elle progresse au sein de productions cinématographiques : dans un rôle secondaire dans le drame Le Plus Beau des combats, avec Denzel Washington ; puis en tête d'affiche de la bluette pour adolescents The Newcomers, en 2000 ; puis surtout en vedette du film d'aventures maritimes Blue Crush, entourée de Michelle Rodriguez et Matthew Davis, reçu timidement par la critique, mais joli succès en vidéo. Sa performance lui vaut d'ailleurs des nominations aux MTV Awards et aux Teen Choice Awards.
Cette même année 2002, elle fait aussi partie de la bande de valeurs sûres de la jeune génération d'acteurs américains réunis par Roger Avary pour l'ambitieuse et noire satire Les Lois de l'attraction, aux côtés de James Van Der Beek, Shannyn Sossamon, Jessica Biel et... Ian Somerhalder. Le film connaît un joli succès commercial, et devient même culte.
Mais ses projets suivants peinent à convaincre : en 2003 le thriller Wonderland, porté par Val Kilmer, et en 2004 la comédie romantique Rendez-vous avec une star, de Robert Luketic échouent au box-office, même si le second vaut aussi à l'actrice deux nominations aux Teen Choice Awards. La même année, Kevin Spacey la choisit pourtant pour lui donner la réplique dans son premier film en tant que réalisateur, Beyond the Sea, un biopic cependant mal reçu par la critique et échec commercial. Sa performance est néanmoins saluée.

### Echecs et passage à vide (depuis 2004)
En 2005, elle tient un rôle secondaire dans le drame indépendant Les Mots retrouvés, porté par Richard Gere et Juliette Binoche, un échec critique et commercial.

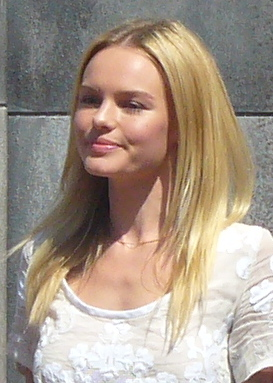
L'actrice en 2006.

L'année suivante, Kevin Spacey la recommande néanmoins au réalisateur de Superman Returns, Bryan Singer, pour le convoité rôle de la journaliste Lois Lane. Ce premier essai au sein d'un blockbuster est couronné par une nomination au Razzie Award de la pire actrice. Le film ne remplit pas ses objectifs financiers, et une éventuelle suite est annulée.

Les deux années suivantes marquent ses dernières participations à des productions exposées : en 2007, elle évolue dans le mélodrame The Girl in the Park face à Sigourney Weaver, qui marque une résurgence critique, et en 2008 retrouve Robert Luketic pour le film de braquage Las Vegas 21. Le box-office est cette fois positif, mais le film marque le début de projets discrets.

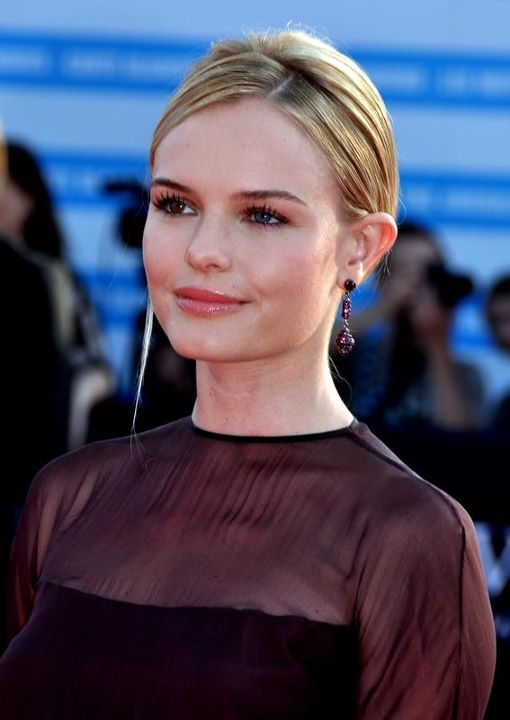
Kate Bosworth au festival du cinéma américain de Deauville 2011, pour la présentation de Another Happy Day.

Entre 2010 et 2015, elle est à l'affiche de plus d'une douzaine de films, tous des productions mineures, qui passent inaperçues commercialement, et échouent systématiquement à convaincre la critique. Même sa prestation de jeune femme anorexique qui s'automutile dans Another Happy Day, remarquée et saluée par l'ensemble des critiques, ne permet pas au long-métrage de se distinguer au festival de Sundance 2011.
L'année 2015 lui permet de revenir brièvement au premier plan, en jouant, aux côtés de Kristen Stewart, l'une des filles du personnage principal du mélodrame Still Alice, incarné par Julianne Moore. C'est cette dernière qui attire cependant les faveurs de la critique, décrochant même une nomination à l'Oscar de la meilleure actrice.
Bosworth rejoint ensuite la distribution de la série thriller du service de SVOD Crackle, The Art of More, aux côtés de Christian Cooke et Dennis Quaid.

### Vie privée
Kate Bosworth a les yeux vairons (l'un bleu, l'autre marron).
Entre 2000 et 2002, elle fréquente Matt Czuchry, future révélation de Gilmore Girls, et vedette de The Good Wife, qu'elle rencontre sur le tournage de Young Americans.
Kate a été en couple avec l'acteur Ian Somerhalder d'août à décembre 2002.
De 2003 à 2005, elle fréquente l'acteur Orlando Bloom.
Pendant deux ans, elle est en couple avec l'acteur Alexander Skarsgård (Zoolander, True Blood). Leur rupture est annoncée le 27 juillet 2011. Elle fréquente ensuite Michael Polish, qui l'a dirigée dans le drame Big Sur. Ils se fiancent en août 2012, et se marient un an plus tard, en août 2013. Depuis 2021 elle fréquente l'acteur Justin Long.

## Filmographie

### Cinéma
- 1998 : L'Homme qui murmurait à l'oreille des chevaux (The Horse Whisperer) de Robert Redford : Judith
- 2000 : The Newcomers (es) de James Allen Bradley : Courtney Docherty
- 2000 : Le Plus Beau des combats (Remember the Titans) de Boaz Yakin : Emma Hoyt
- 2002 : Blue Crush de John Stockwell : Anne Marie Chadwick
- 2002 : Les Lois de l'attraction (The Rules of Attraction) de Roger Avary : Kelly
- 2003 : Wonderland de James Cox : Dawn Schiller
- 2003 : Advantage Hart (en) de Jeff Seibenick : Trinity Montage
- 2004 : Rendez-vous avec une star (Win a Date with Tad Hamilton!) de Robert Luketic : Rosalee Futch
- 2004 : Beyond the Sea de Kevin Spacey : Sandra Dee
- 2005 : Les Mots retrouvés (Bee Season) de Scott McGehee et David Auburn : Chali
- 2006 : Superman Returns de Bryan Singer : Lois Lane
- 2007 : La Fille dans le parc (The Girl in the Park) de David Auburn : Louise
- 2008 : Las Vegas 21 (21) de Robert Luketic : Jill Taylor
- 2010 : The Warrior's Way de Sngmoo Lee : Lynne
- 2011 : Little Birds de Elgin James : Bonnie Muller
- 2011 : Chiens de paille (Straw Dogs) de Rod Lurie : Amy Summer
- 2011 : Another Happy Day de Sam Levinson : Alice
- 2012 : Black Rock de Katie Aselton : Sarah
- 2012 : My Movie Project (Movie 43) : Arlene
- 2012 : While We Were Here de Kat Coiro : Jane
- 2013 : Trois Colocs et un bébé (L!fe Happens) de Kat Coiro : Deena
- 2013 : Big Sur de Michael Polish : Billie
- 2014 : Homefront de Gary Fleder : Cassie Bodine Klum
- 2014 : Illusions (Amnesiac) de Michael Polish : La femme
- 2015 : Still Alice de Richard Glatzer et Wash Westmoreland : Anna Howland
- 2015 : Bus 657 de Scott Mann : Sydney
- 2015 : 90 minutes au paradis (90 Minutes in Heaven) de Michael Polish : Eva Piper
- 2016 : Life on the Line de David Hackl : Bailey
- 2016 : Ne t'endors pas (Before I Wake) de Mike Flanagan : Jessie
- 2018 : The Domestics de Mike P. Nelson : Nina West
- 2019 : Contaminations (The Devil Has a Name) d'Edward James Olmos : Gigi Cutler
- 2020 : Force of Nature de Michael Polish : Troy
- 2022 : The Enforcer de Richard Hugues : Estelle
- 2022 : The Immaculate Room de Mukunda Michael Dewil : Katherine 'Kate' Frith
- 2022 : Barbare (Barbarian) de Zach Cregger : Melisa
- 2023 : Confidential Informant de Michael Oblowitz : Anna
- 2023 : Sentinelle (Last Contact ou Last Sentinel) de Tanel Toom : Cassidy

### Télévision
- 2000 : Young Americans : Bella Banks (8 épisodes)
- 2015-2016 : The Art of More : Roxanna Whitney (20 épisodes)
- 2017 : SS-GB : Barbara Barga (5 épisodes)
- 2017 : The Long Road Home (en) : Gina Denomy (3 épisodes)
- 2019 : The I-Land : KC
- 2022 : En route pour l'avenir (Along for the Ride) de Sofia Alvarez (Netflix) : Heidi

## Distinctions

### Nominations
- 2006 : Teen Choice Awards de la meilleure alchimie pour Superman Returns (2006) partagée avec Brandon Routh.
- 27e cérémonie des Razzie Awards 2007 : Pire actrice dans un second rôle pour Superman Returns.
- 33e cérémonie des Saturn Awards 2007 : Meilleure actrice pour Superman Returns.

## Voix francophones
En France, Chloé Berthier est la voix française régulière de Kate Bosworth. Agathe Schumacher et Christine Braconnier l'ont également doublée à deux reprises.
Au Québec, Marika Lhoumeau et Pascale Montreuil sont les voix québécoises régulières de l'actrice.
En France
| - Chloé Berthier dans : - Young Americans (série télévisée) - Blue Crush - Life on the Line - Bus 657 - Ne t'endors pas - The Long Road Home (en) (mini-série) - The Domestics - Force of Nature - En route pour l'avenir - Agathe Schumacher, dans : - Superman Returns - Las Vegas 21 - Christine Braconnier dans : - Illusions (Amnesiac) - The I-Land (série télévisée) | Et aussi - Ilana Castro dans Les Lois de l'attraction - Barbara Delsol dans Wonderland - Caroline Victoria dans Rendez-vous avec une star - Caroline Santini dans Les Mots retrouvés - Véronique Desmadryl dans My Movie Project - Marcha van Boven dans Trois Colocs et un bébé - Julia Vaidis-Bogard dans Homefront - Élisabeth Ventura dans Still Alice - Audrey d'Hulstère dans 90 minutes au paradis - Isabelle Desplantes dans Last Sentinel (en) |

Au Québec
| - Marika Lhoumeau - 21 - Les Chiens de paille - Protection - Chambre forte - Pascale Montreuil dans : - Bobby Darin - Le Retour de Superman - la voie du guerrier | - Christine Bellier dans : - En souvenir des Titans - Défi bleu |